# Villeneuve-la-Guyard
Villeneuve-la-Guyard é uma comuna francesa na região administrativa de Borgonha-Franco-Condado, no departamento de Yonne. Estende-se por uma área de 16,62 km². Em 2010 a comuna tinha 3 539 habitantes (densidade: 212,9 hab./km²).